# Zions Kerk (Kopenhagen)
De Zion's Kerk (Deens: Sions Kirke) is een luthers kerkgebouw in Østerbro, een stadsdistrict van de Deense hoofdstad Kopenhagen. Het kerkgebouw werd gebouwd naar een ontwerp van de architect Valdemar Koch. Het in 1896 voltooide kerkgebouw is de op een na oudste kerk van Østerbro.

## Bouwgeschiedenis

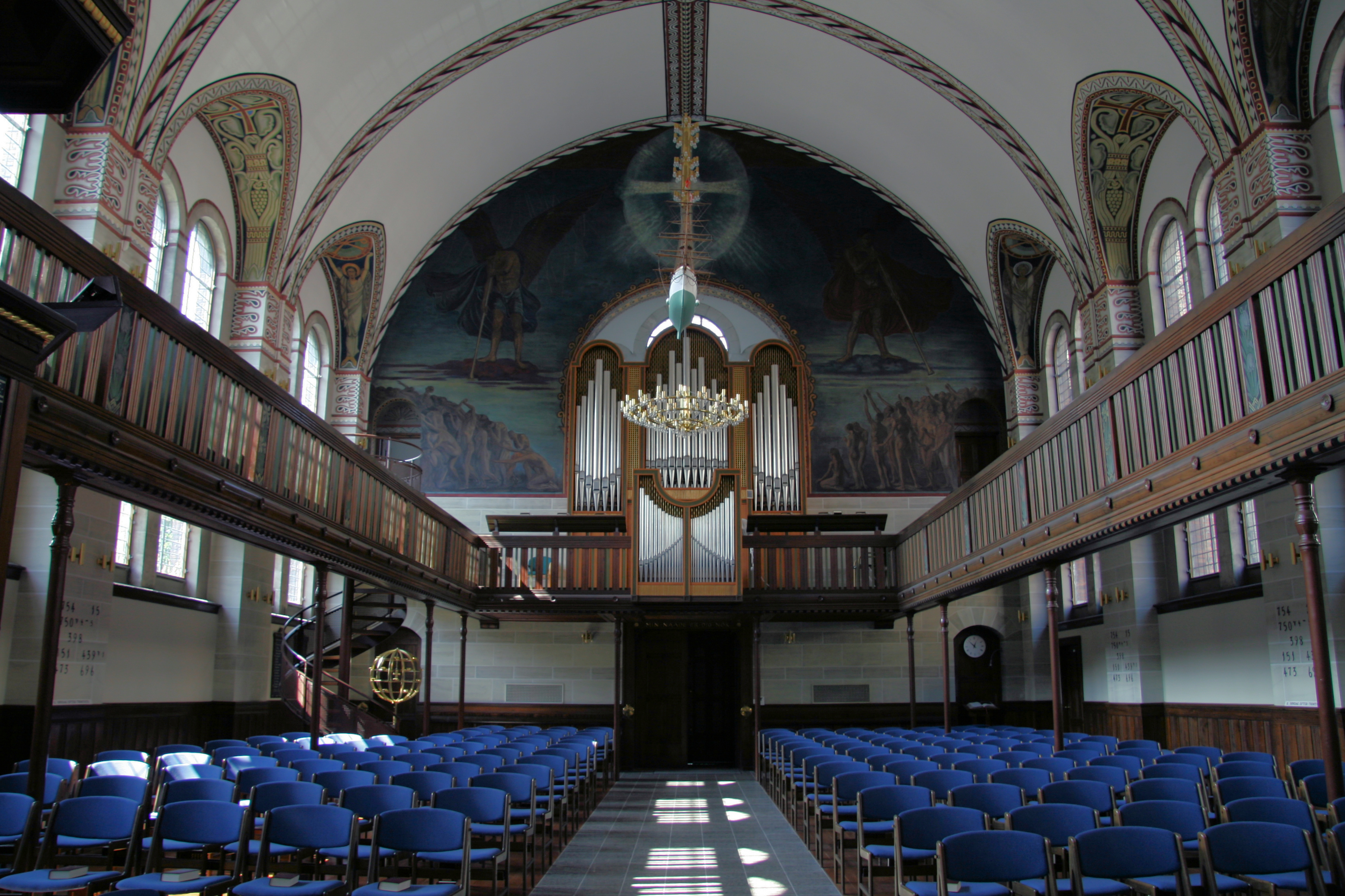
Interieur vanaf het altaar

In de vroege jaren 1890 was de Sint-Jacobskerk de enige kerk in het snel groeiende Østerbro. In april 1893 stelde de predikant Peter Krag de bouw van een tweede kerk bij Kopenhagen's nieuwe vrijhaven voor. De plannen werden verder ontwikkeld tot de bouw van een derde kerk in de buurt, maar de financiële middelen voor de bouw van de twee kerken moesten nog worden gevonden. Uiteindelijk werden de gelden voor de bouw van de Zion's Kerk bijeengebracht door de bewoners van de Jacobsparochie in samenhang met Krag's viering van het zilveren jubileum. Men denkt dat het de eerste moderne Deense kerk is, die volledig met particuliere middelen werd gefinancierd, alhoewel de grond werd geschonken door de gemeente.
De architect Valdemar Koch kreeg de opdracht om de kerk te ontwerpen. Op 9 juli 1895 werden de eerste drie stenen (symbool voor Vader, Zoon en Heilige Geest) gelegd en op 27 september 1896 volgde de consecratie. De toren volgde pas in 1921 naar een ontwerp van Kristoffer Varming.

## Architectuur
De kerk vertegenwoordigt de neo-romaanse stijl. Het godshuis werd gebouwd van rode baksteen op een granieten sokkel met de details van krijtsteen. De westelijke gevel heeft een rondboogportaal met een driehoekig timpaan onder een ramengroep, die binnen een grote boog zijn samengebracht. Het westelijke boogfries is een kopie van dat van de Kerk van Hammelev (Djursland). Voor zijn ontwerp heeft Koch eerst de kerken van krijtsteen in de omgeving van Grenå bestudeerd. Hier publiceerde hij in 1896 een boek over. De zijkanten van het gebouw hebben in krijtsteen uitgevoerd friezen en worden door lisenen onderbroken.

## Interieur
De kerk heeft een tongewelf met galerijen op beide lengtezijden, die worden gedragen door ijzeren pilaren. Het verhoogde altaar heeft een schilderij van Poul Steffensen, dat het verhaal van de ongelovige Thomas voorstelt. De muurschildering van de Verrijzenis van Jezus in het koor werd in 1899 door de schilder en beeldhouwer Johannes Kragh aangebracht. Kragh schilderde ook de westelijke muur om het orgel. Dit eveneens grootschalige muurschilderij toont de Apocalyps.
Het granieten doopvont is versierd met reliëfs van Anders Bundgaard, die zijn geïnspireerd op de reliëfs van romaanse granieten doopvonten. Ze stellen de Levensboom, de Zondeval en, aan de basis, een dier voor die een slang bijt.

## Afbeeldingen

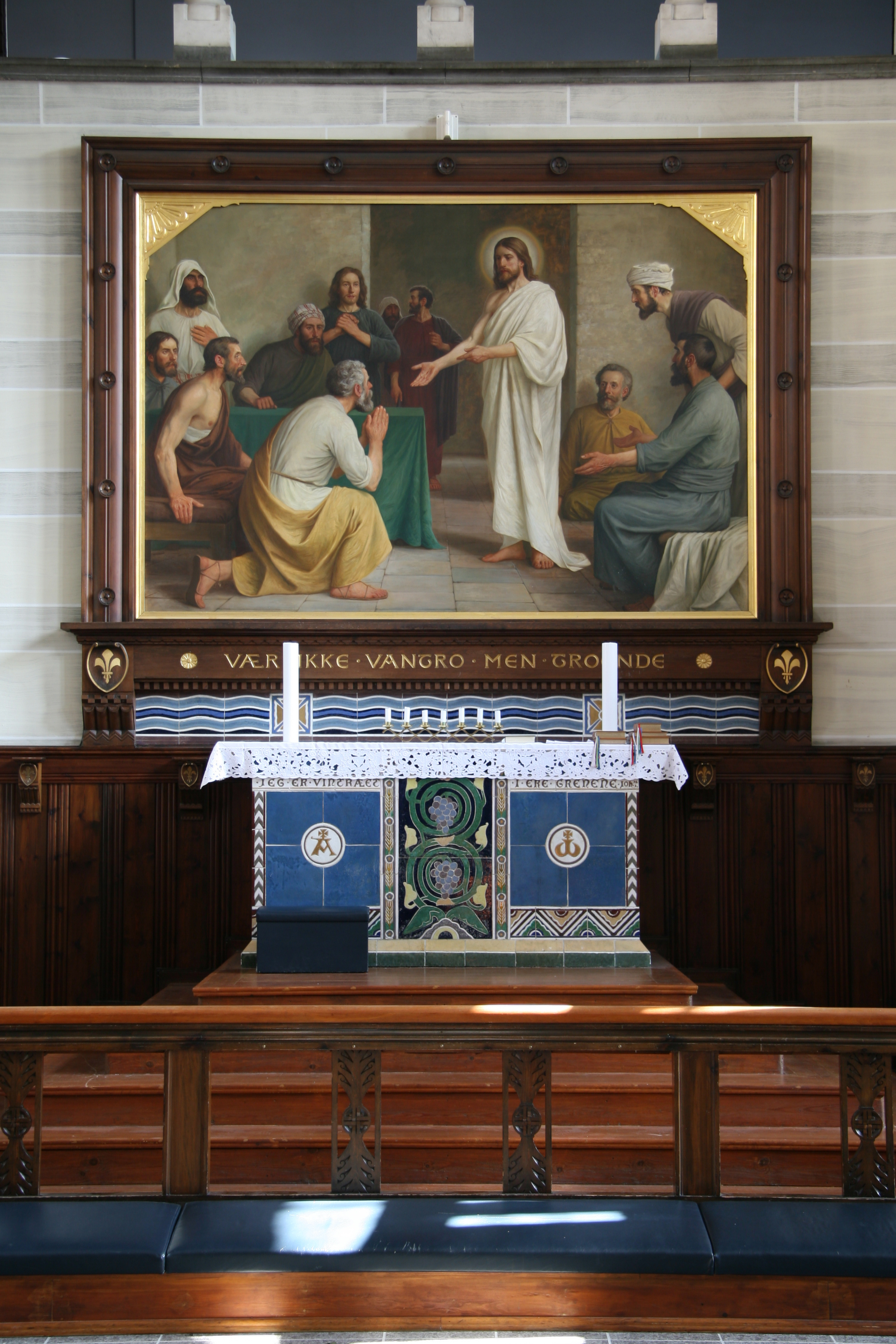
Altaar
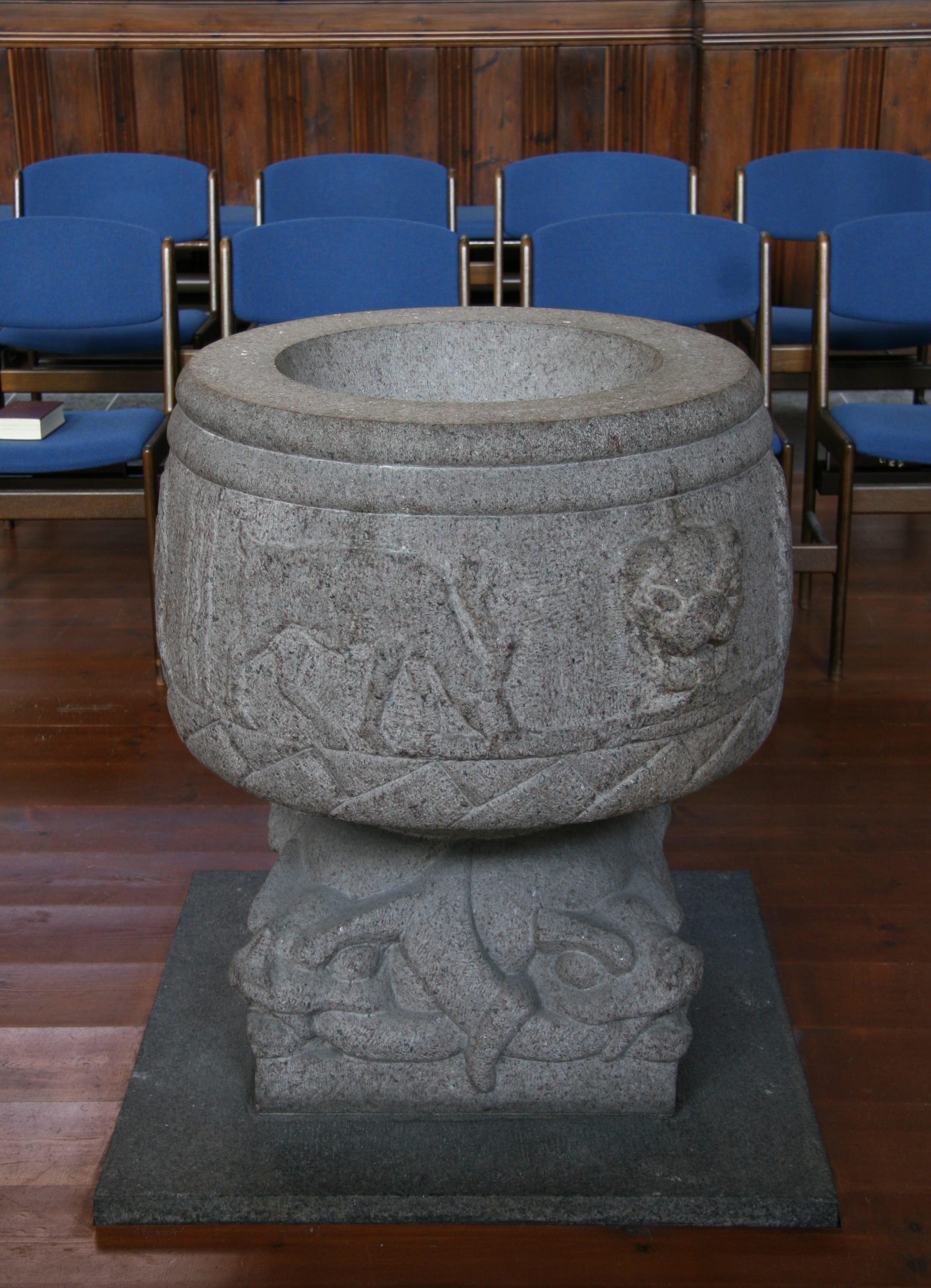
Doopvont
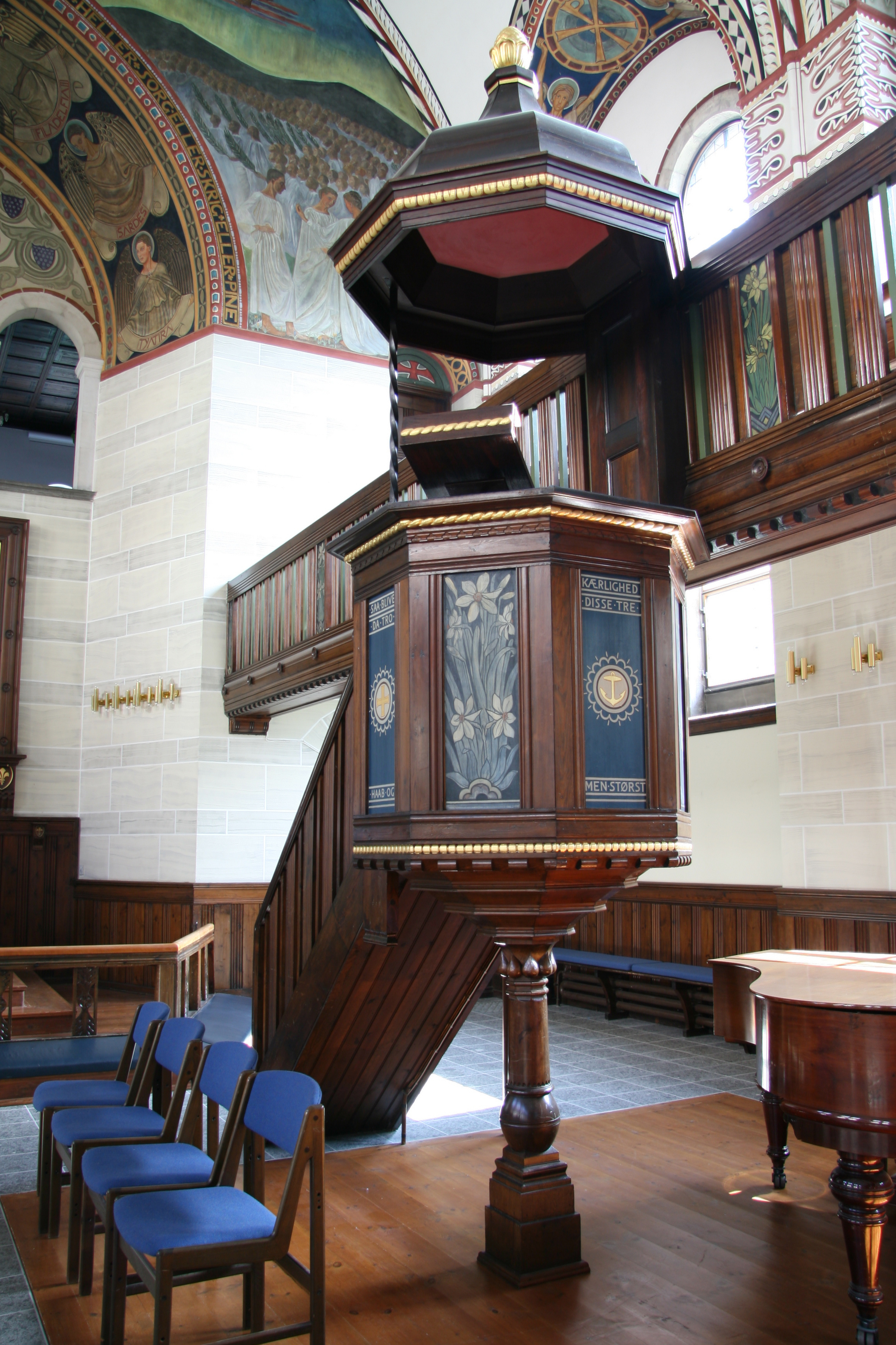
Preekstoel
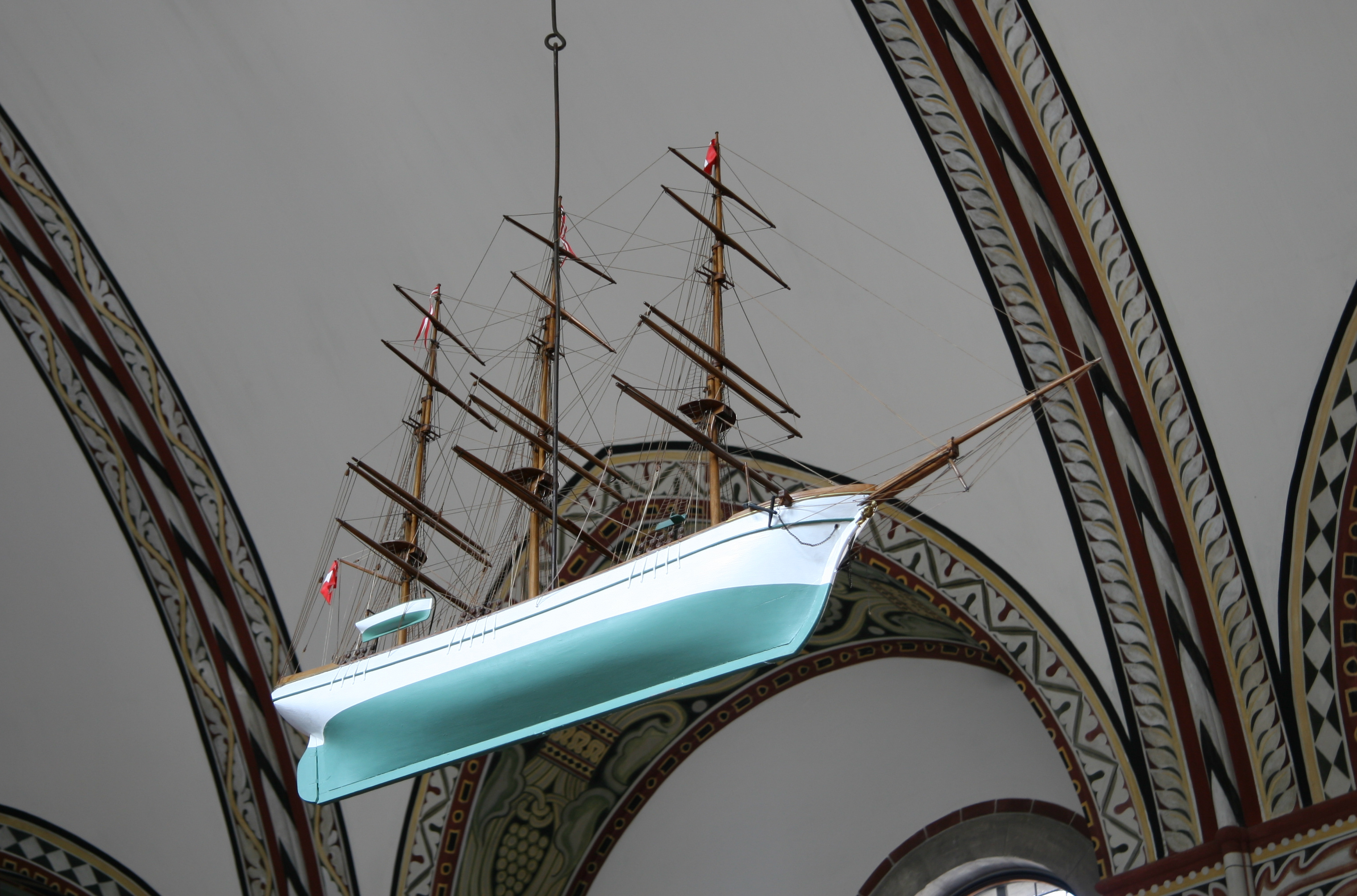
Votiefschip